# Piateda
Piateda (Piatèda in dialetto valtellinese) è un comune italiano di 2 077 abitanti della provincia di Sondrio in Lombardia, situato nella media Valtellina.

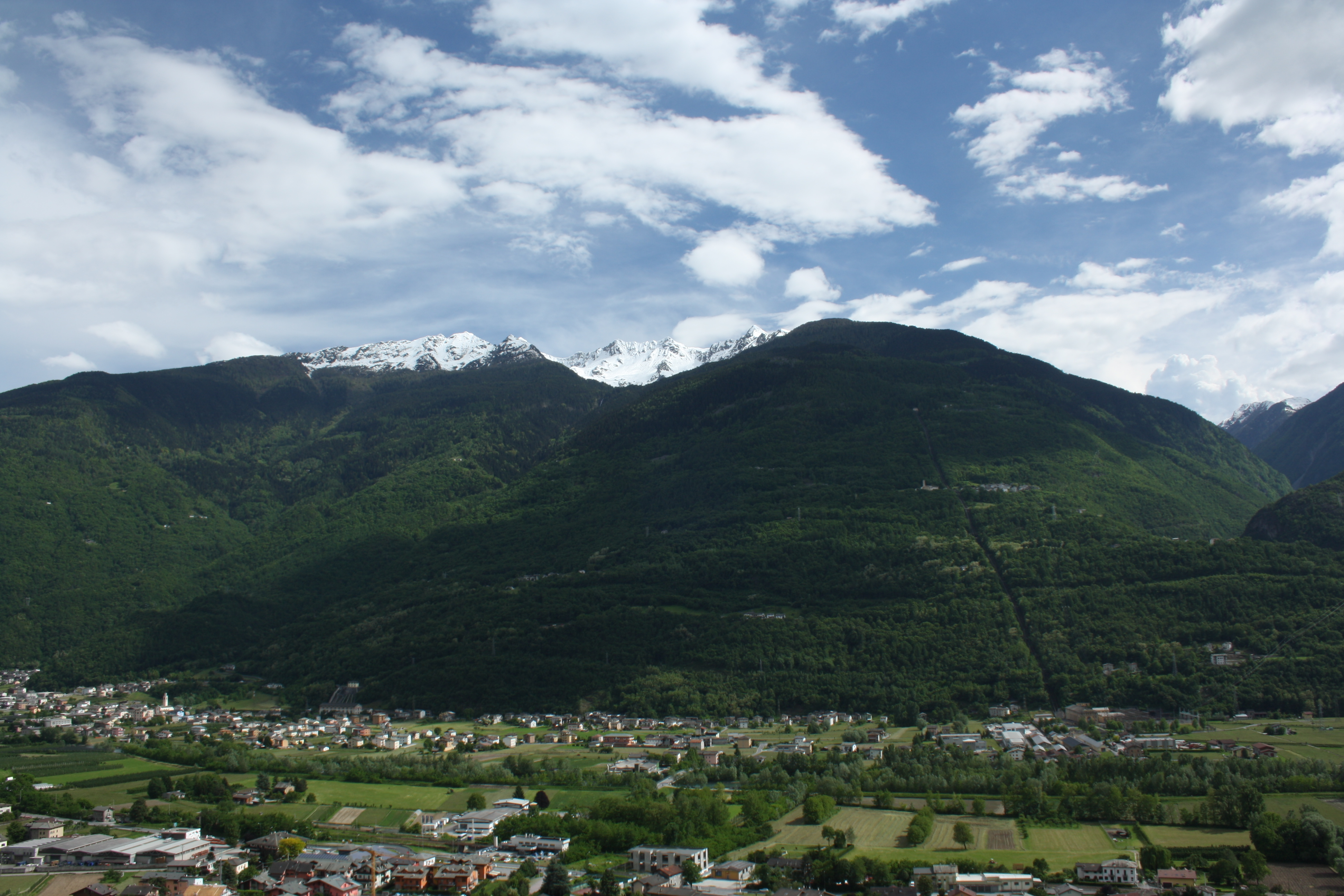
Panorama di Piateda

## Geografia fisica

### Territorio
Il territorio del comune di Piateda comprende i centri abitati al piano di Piateda e Boffetto, estendendosi ad ovest sino alla frazione di Busteggia (condivisa coi comuni di Montagna e Faedo) e ad est alla frazione Carolo di Ponte. Verso nord il comune è delimitato dal fiume Adda (ad eccezione dell'area di Boffetto, chiamata Fiorenza), mentre a sud si estende per l'intera Val Venina.

## Storia

### Simboli
Lo stemma e il gonfalone del Comune di Piateda sono stati concessi con decreto del presidente della Repubblica del 17 ottobre 1995.
(D.P.R. 17 ottobre 1995)

## Monumenti e luoghi d'interesse

### Edifici religiosi
Nel territorio comunale si possono individuare beni artistici legati soprattutto alla pratica religiosa, testimonianze di una salda fede cristiana ed una forte identità di valle.

#### Parrocchiale del SS. Crocifisso (Piateda al Piano)
La chiesa attualmente più importante a livello ecclesiastico è la chiesa parrocchiale del Santissimo Crocifisso situata di fronte alla sede comunale. Venne edificata negli anni trenta del XX secolo a seguito della bonifica e della massiccia edificazione del territorio a fondovalle intrapresa in quegli anni. L'unica opera di pregio è una tela raffigurante S. Vittore (opera di Pietro Ligari del 1739) proveniente dalla diroccata chiesa di San Vittore.

#### Parrocchiale di S. Caterina (Boffetto)
Sicuramente più antica è la chiesa parrocchiale di Santa Caterina, risalente al XVI secolo. In stile barocco, è internamente ricca di opere di pregio, la maggior parte delle quali eseguite fra il XVII e il XVIII secolo.

#### Ex parrocchiale di S. Antonio Abate (Piateda Alta)
Terza in ordine di dimensioni troviamo la chiesa (ex parrocchiale) di Sant'Antonio Abate, avviata nel 1589 su strutture precedenti e successivamente più volte rimaneggiata. Ricoprì il ruolo di chiesa parrocchiale fino al 1986, anno in cui venne accorpata alla parrocchia di Piateda al Piano. Anch'essa contiene diverse opere preziose commissionate in diverse occasioni fra i secoli XVI e XVIII.

#### Ex parrocchiale di S. Gregorio (Ambria)
Nella frazione di Ambria nell'omonima ramificazione della Val Venina troviamo la chiesa di San Gregorio Magno, edificata nel 1615 anch'essa su un edificio precedente. Centro di un importante luogo di transito sino al XX secolo, la chiesa ebbe il titolo di parrocchiale fino al 1986. La chiesa viene officiata nella tradizionale festa della Madonna della Neve, la seconda domenica di agosto.

#### Chiesa di S. Agostino (Agneda)
Meglio tenuta nonostante l'inutilizzo, nella frazione di Agneda sorge la chiesa di Sant'Agostino risalente probabilmente al XVI secolo. L'opera di maggior pregio è la tela dell'altare di Cipriano Valorsa datata 1597 e raffigurante La Madonna col Bambino e i santi Agostino e Antonio. Vengono celebrate le messe in occasione della prima domenica di agosto per Sant'Agostino e a febbraio per Sant'Agata.

#### Chiese in stato di abbandono
Diversi fra gli edifici di culto sono oggigiorno in uno stato di abbandono e alcuni di essi versano  in gravissime condizioni.
- Chiesa di San Rocco (Bessega) risalente al XVII secolo, è fra queste la meglio conservata e officiata il 16 agosto.
- Chiesa di San Bartolomeo (XVII secolo) nell'omonima località della Val Venina.
- Chiesa di San Vittore, la più danneggiata e pericolante.
- Chiesa di Santa Croce in Valbona, della quale restano soltanto alcuni ruderi.

## Società

### Evoluzione demografica
Abitanti censiti